# Tamarix boveana
Tamarix boveana är en tamariskväxtart som beskrevs av Aleksandr Andrejevitj Bunge. Tamarix boveana ingår i släktet tamarisker, och familjen tamariskväxter. Inga underarter finns listade.

## Bildgalleri

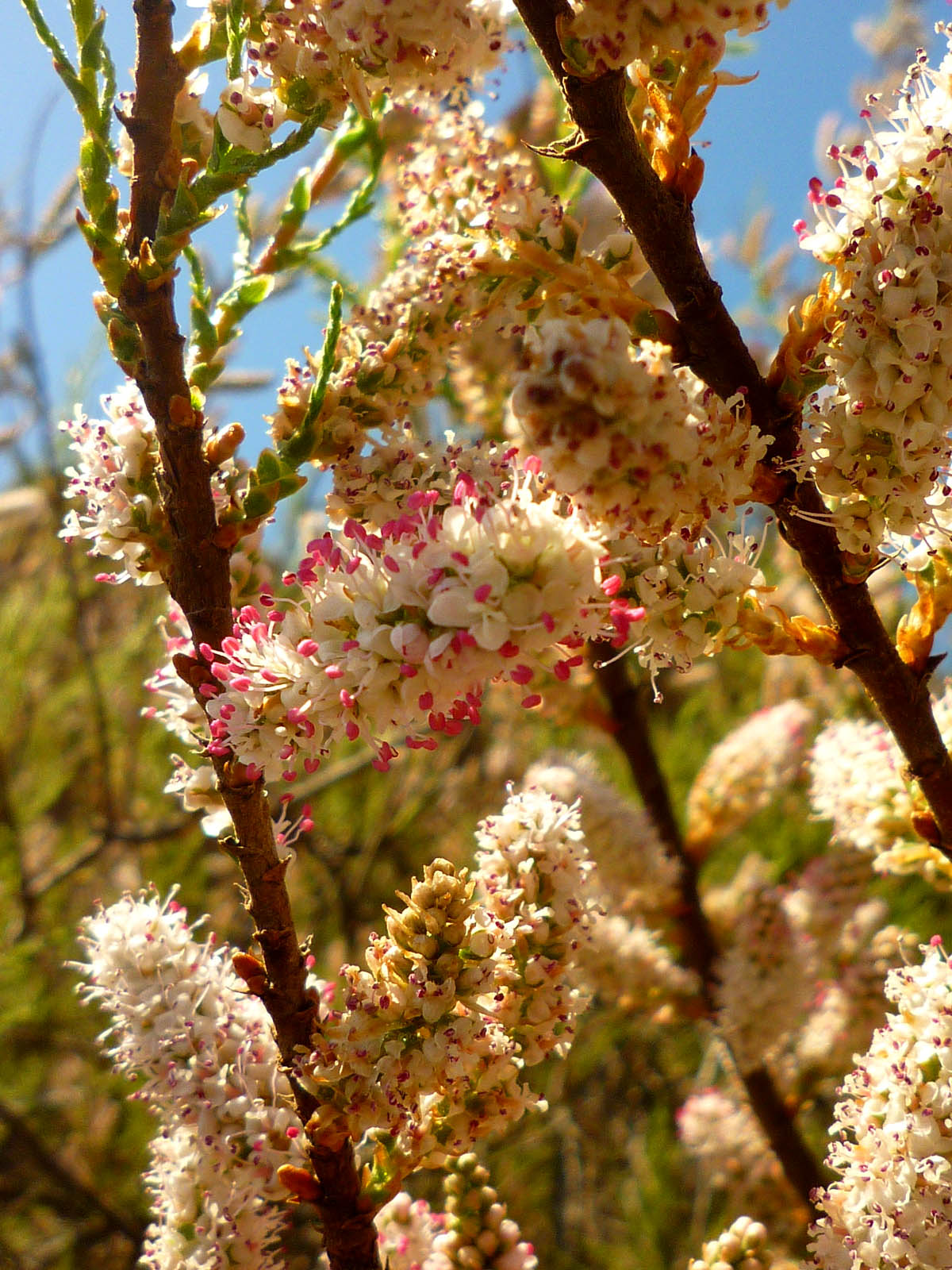
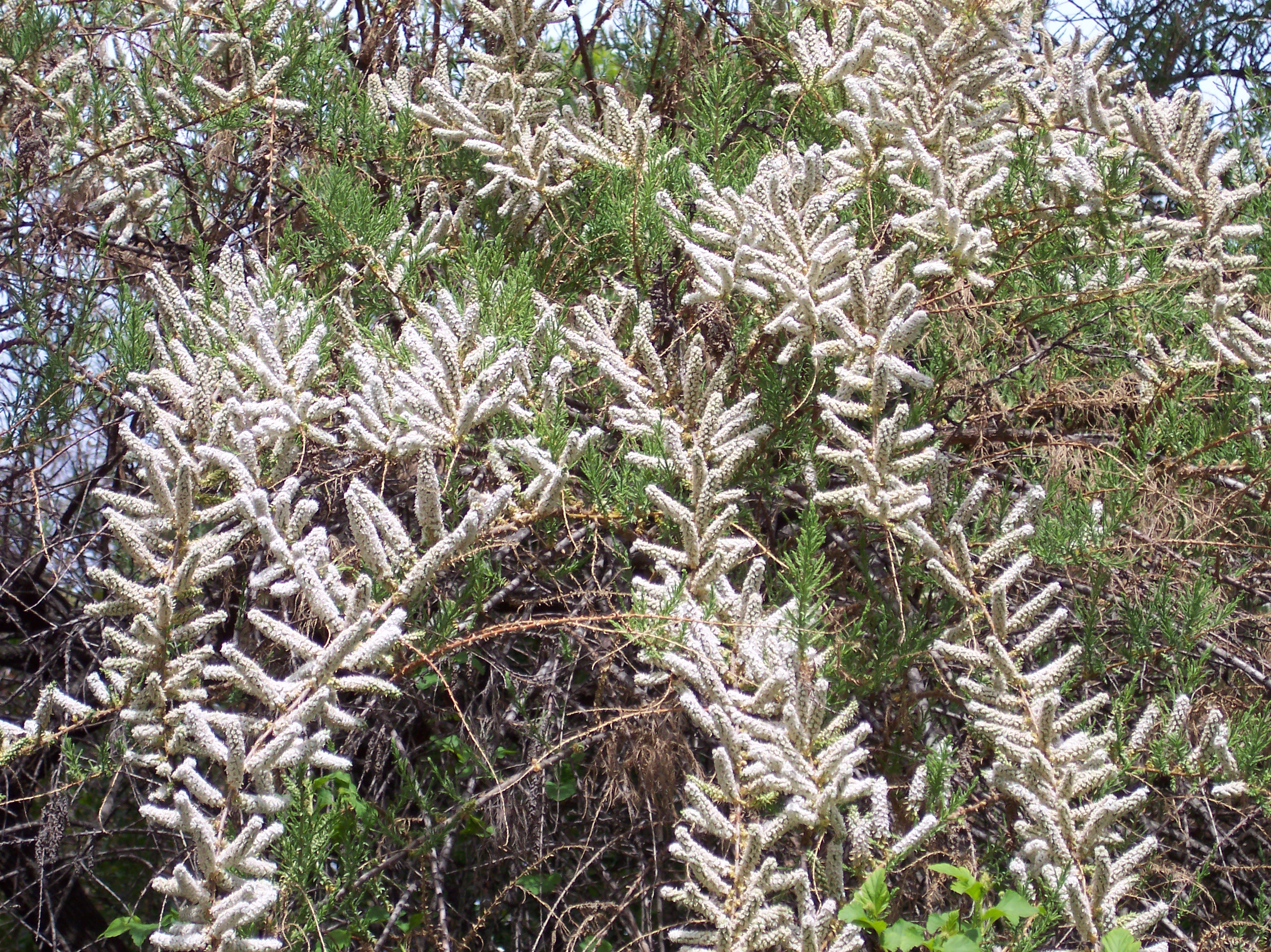
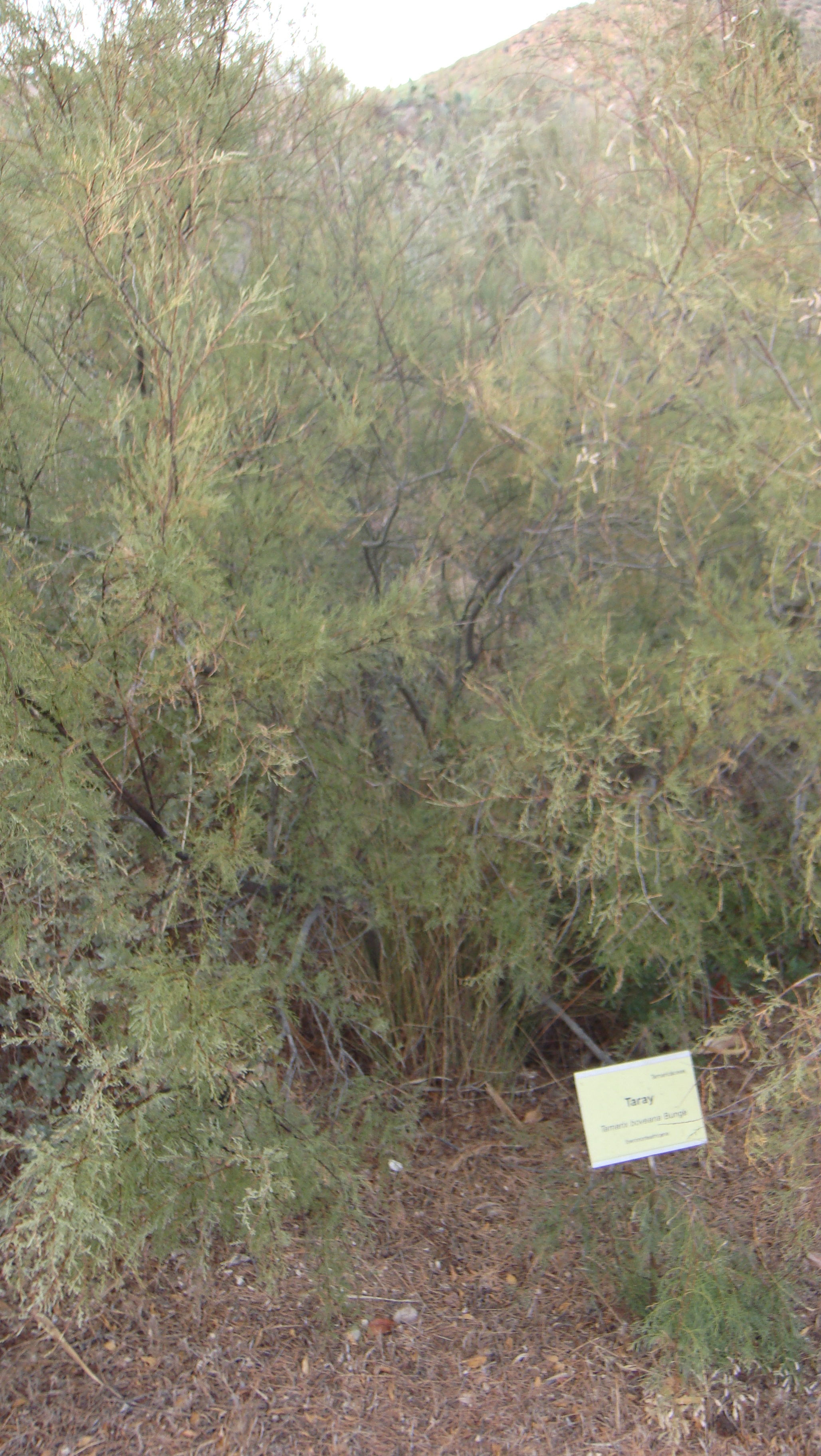
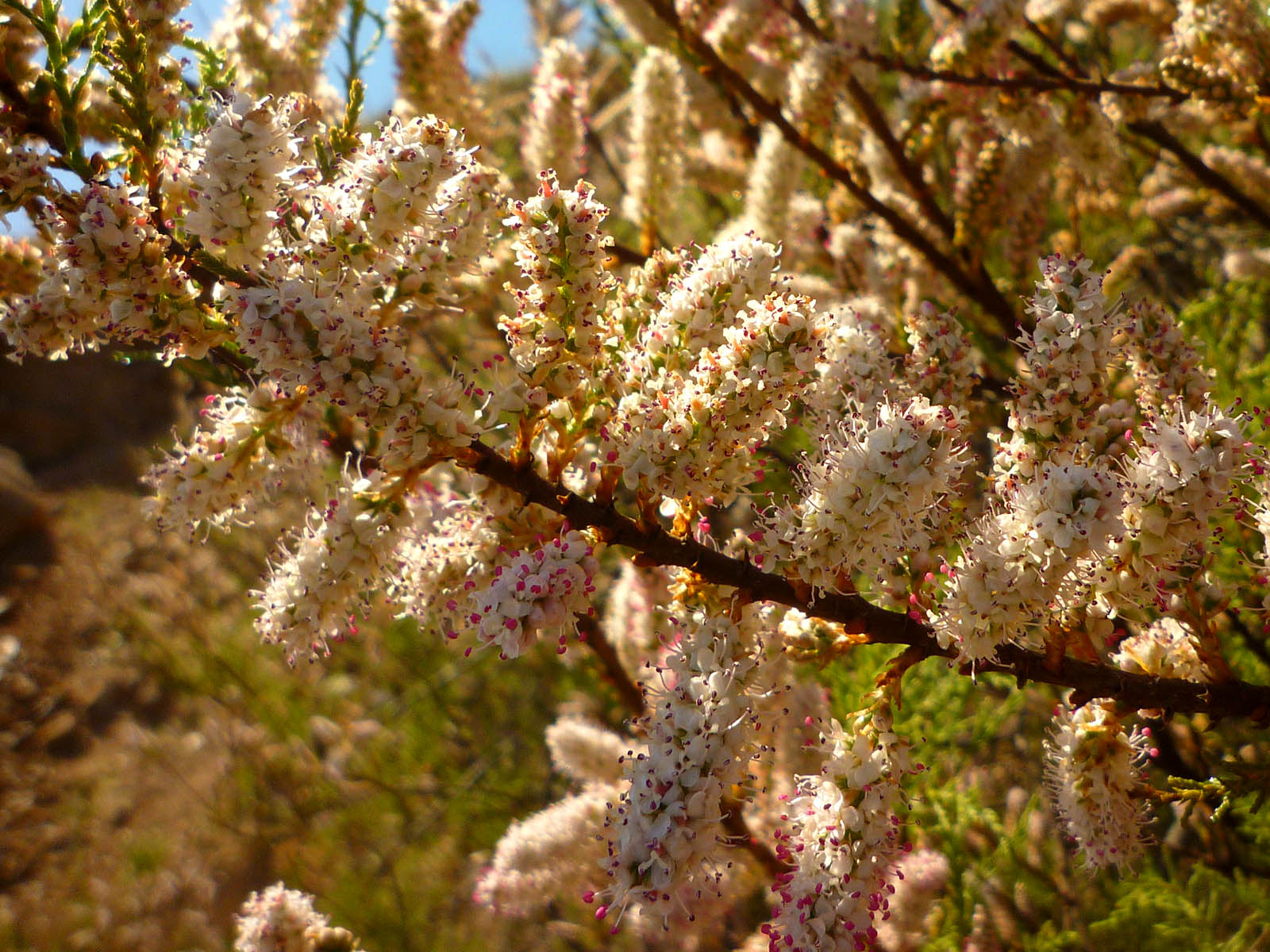